# المدينة التعليمية (قطر)
المدينة التعليمية في قطر أسست بواسطة مؤسسة قطر وهي التي تشرف على إدارتها ومقرها مدينة الدوحة عاصمة دولة قطر، وتغطي مساحة المدينة التعليمة 80000 م مربع تضم فيها العديد من فروع الجامعات ومراكز الأبحاث العالمية العريقة بالإضافة إلى مساكن وتسهيلات ترفيهية ورياضية وعلمية

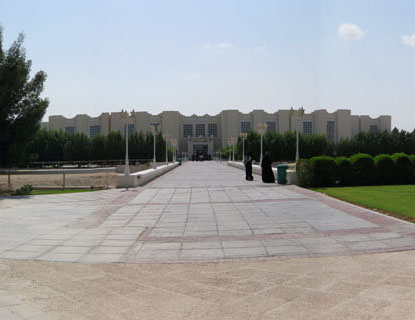
إحدى كليات جامعة قطر

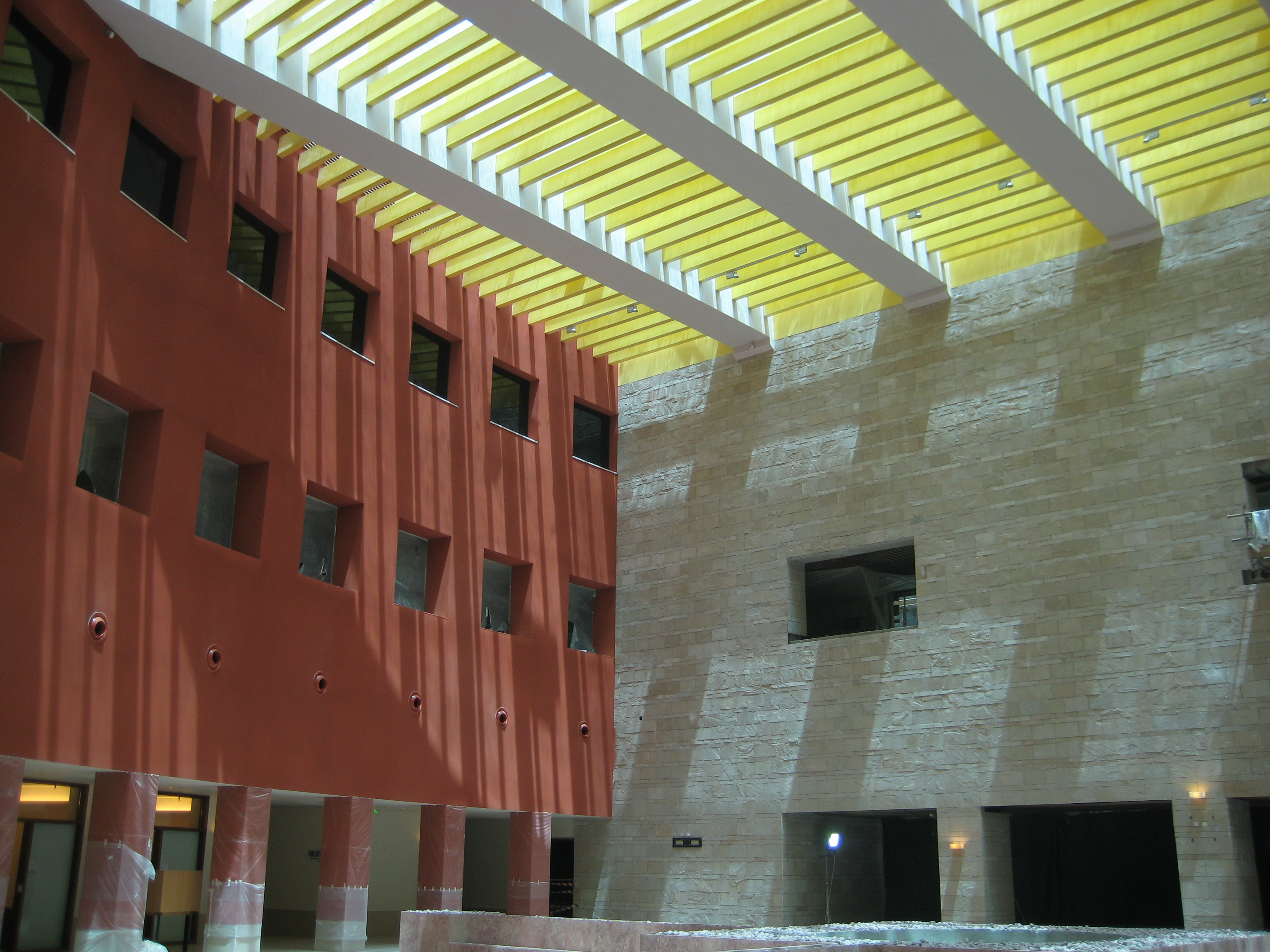
جامعة كارنيغي ميلون قطر

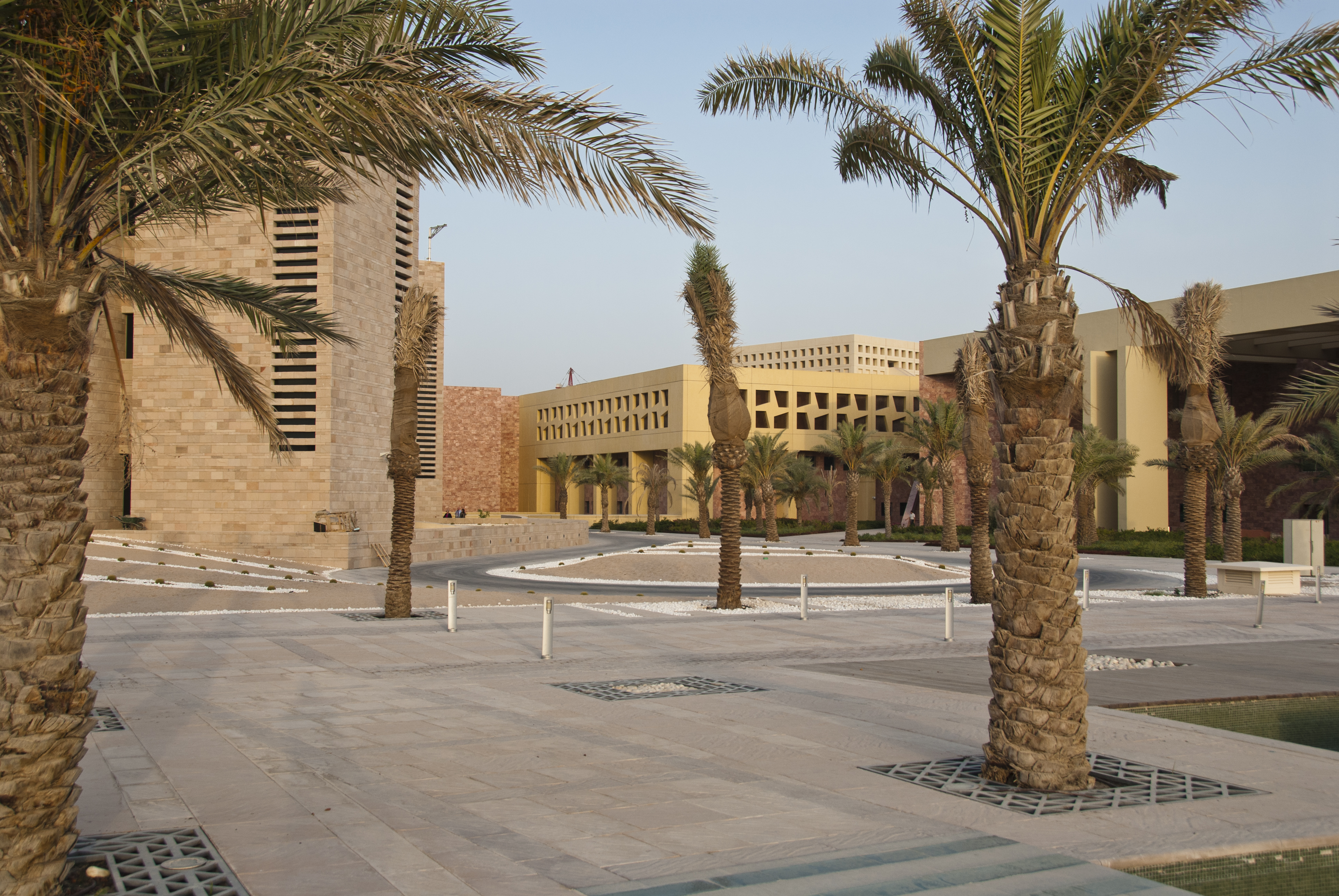
جامعة تكساس أي أند إم (قطر)

.

## المدارس والجامعات
تضم المدينة التعليمية ثمان أفرع لكليات عالمية، اثنان منها أمريكية، أربعة من المملكة المتحدة، اثنتان من فرنسا وهم:lina
- كلية فيرجينيا كومنولث، تأسست في عام 1998، قدمت جامعة فيرجينيا كومنولث للطلاب الفرصة للحصول على درجة البكالوريوس في الفنون الجميلة)أربع سنوات (وفي تصميم الأزياء، التصميم الجرافيكي، والتصميم الداخلي أو الرسم والطباعة، وكذلك الحصول على شهادة الماجستير في الفنون الجميلة في دراسات التصميم)سنتين (.
- كلية طب وايل كورنيل، توفر للطلاب فرصة الحصول على تعليم طبي متميز وفق أعلى المعايير العالمية. تأسست الكلية عام 2001، وينقسم برنامجها الأكاديمي إلى سنتين تحضيريتين لدراسة الطب، تليهما أربع سنوات دراسية، ويمنح الطالب بعدها درجة دكتور في الطب من جامعة كورنيل.
- جامعة تكساس إي أند أم، افتتحت جامعة تكساس إي أند أم في قطر أبوابها عام 2003 لتقديم برامج دراسية متخّصصة على مستوى عالٍ في مجالات الهندسة الكيميائية، الإلكترونية، الميكانيكة، وهندسة البترول. ومنذ 2011 تقدم جامعة تكساس درجة الماجستير في الهندسة الكيميائية.
- جامعة كارنيغي ميلون، فتحت أبوابها في قطر عام 2004، تقدم درجة البكالوريوس في مجال الأعمال التجارية، وبرامج علوم الحاسوب، واعتبارا من عام 2007 تقدم شهادة البكالوريوس في نظم المعلومات. ومن خريف عام 2011، أقامت برنامجا مشتركا مع كلية طب وايل كورنيل في قطر على تقديم العلوم البيولوجية والمعلوماتية الحيوية.
- جامعة جورجتاون، افتتحت منذ عام 2005 كلية الشؤون الدولية في قطر تقدم برنامجا للآداب والعلوم يمتد على أربع سنوات في تخصصات السياسة الدولية والاقتصاد الدولي، وينتهي بالحصول على شهادة البكالوريوس في الشؤون الدولية.
- كلية نورث وسترن، منذ خريف 2008 قدمت برامج شهادة البكالوريوس في الصحافة والاتصال.
- آش أي سيه باريس، أطلقت جامعة HEC Paris في قطر برنامجها الدولي الأول في ماجستير إدارة الأعمال التنفيذي داخل دولة قطر في فبراير 2011.
- يو سي إل قطر أحدث جامعة تنضم إلى مؤسسة قطر في 2011. تقدم الكلية درجة الماجستير في تخصص المتاحف وحماية الآثار وعلم الآثار العربية والإسلامية.

## العلوم والأبحاث
وتضم المدينة التعليمية في مراكز العلوم والأبحاث التالي:
- واحة العلوم والتكنولوجيا (قطر)
- الصندوق القطري لرعاية البحث العلمي
- مركز السدرة للطب والإبحاث
- معهد راند قطر للسياسات

## المجتمع
- أيادي الخير نحو آسيا
- دار الإنماء الاجتماعي
- الجمعية القطرية للسكري
- مركز التطوير الثقافي
- معهد الدوحة الدولي للدراسات الأسرية والتنمية
- قناة الجزيرة للأطفال
- مناظرات الدوحة
- لكم القرار
- مناظرات قطر

## مشاريع مشتركة
- فيتش (قطر)
- ميزة
- معهد قطر لتطوير المعارض والمؤتمرات

## روابط ذات صله
موقع مؤسسة قطر